# Ari Koivunen
Ari Mikael Koivunen (ur. 7 czerwca 1984 w Kouvola) – fiński wokalista. Były członek zespołu power metalowego Amoral. Laureat fińskiej adaptacji talent show Idol.

## Życiorys
W 2005 roku wygrał Mistrzostwa Finlandii Karaoke i zajął trzecie miejsce w Mistrzostwach Świata Karaoke w tym samym roku. Pod koniec 2006 roku Koivunen przeszedł casting do trzeciej edycji fińskiej adaptacji talent show "Idol". W półfinale wokalista wykonał utwór z repertuaru Billy Joela "Piano Man", w głosowaniu publiczności otrzymał 86% głosów, co umożliwiło mu przejście do finału. W 2007 roku, w drugiej rundzie konkursu zaśpiewał utwór "Perfect Strangers" zespołu Deep Purple. Z kolei w trzeciej i czwartej rundzie, wykonał, odpowiednio "The Evil That Men Do" zespołu Iron Maiden i "Here I Go Again" zespołu Whitesnake.
W kolejnym etapie konkursu Koivunen zaśpiewał utwory "Rock and roll" – Led Zeppelin i "Hunting High and Low" – Stratovarius. W piątym etapie piosenkarz wykonał balladę Broadcast "You Break My Heart" i przebój zespołu Kilpi – "Sielut iskee tulta". W finale talent show, który odbył się w Ice Hall w Helsinkach wokalista pokonał Annę Abreu zdobywając 57% głosów publiczności. Koivunen wykonał wówczas piosenki: "Fullmoon" – Sonata Arctica, "Black Hole Sun" – Soundgarden, "Still Loving You" – Scorpions i piosenkę "On the Top of the World", która została napisana dla zwycięzcy. W nagrodę Koivunen podpisał kontrakt płytowy z Sony BMG, muzyk otrzymał także zaliczkę wysokości 30 tys. euro.
30 maja 2007 roku ukazał się debiutancki, utrzymany w stylistyce heavy metalu, album solowy wokalisty zatytułowany Fuel for the Fire. Na płycie znalazły się piosenki, które napisali m.in. Marco Hietala, znany z występów w zespole Nightwish, Timo Tolkki, wówczas gitarzysta zespołu Stratovarius oraz Tony Kakko lider formacji Sonata Arctica. Materiał promowany singlami "Hear My Call" i "Fuel for the Fire" dotarł do 1. miejsca fińskiej listy przebojów – Suomen Virallinen Lista. Wydawnictwo uzyskało ponadto status dwukrotnie platynowej płyty w ojczyźnie Koivunena sprzedając się w nakładzie ponad 60 tys. egzemplarzy. Album Koivunena jest najszybciej sprzedającym się krążkiem w historii muzyki fińskiej. W pierwszym tygodniu po wydaniu zostało sprzedanych ponad 10.000 egzemplarzy. Fuel For The Fire był albumem nr 1 w Finlandii przez dwanaście tygodni po wydaniu.
9 czerwca 2008 roku ukazał się drugi album wokalisty zatytułowany Becoming. Na wydawnictwo trafiły piosenki napisane przez zespół towarzyszący Koivunenowi, a także interpretacja "The Evil That Men Do" – Iron Maiden. Płytę poprzedził singel "Give Me a Reason", który dotarł do 3. miejsca fińskiej listy przebojów.
Natomiast sam album uplasował się na szczycie Suomen Virallinen Lista. Wyróżnione złotą płytą nagrania sprzedały się w nakładzie 17 tys. egzemplarzy. Jeszcze w 2008 roku Koivunen porzucił karierę solową na rzecz zespołu Amoral w którym zastąpił Niko Kalliojärviego. W latach późniejszych wraz z zespołem nagrał cztery albumy studyjne: Show Your Colors (2009), Beneath (2011) ,Fallen Leaves & Dead Sparrows (2014) oraz In Sequence(2016). W międzyczasie, w 2011 roku gościł na albumie zespołu Hevisaurus – Räyh! na którym zaśpiewał w utworze "Kaksipäinen poliisi". Od 2015 roku występuje jako jedna z gwiazd musicalu I Wanna Rock gdzie gra rolę chociażby Mike’a Monroego czy Axela Rose’a/

## Zespół
| Ostatni skład zespołu Ariego Koivunena - Ari Koivunen – wokal prowadzący (2007–2008) - Erkki Silvennoinen – gitara basowa (2007–2008) - Vili Ollila – instrumenty klawiszowe (2007–2008) - Erkka Korhonen – gitara rytmiczna, gitara prowadząca (2008) - Mauro Gargano – perkusja (2007–2008) |  | Byli członkowie zespołu - Luca Gargano – gitara rytmiczna, gitara prowadząca (2007–2008) |

## Dyskografia
Albumy solowe
| Tytuł             | Dane dot. albumu                                | Pozycja na liście | Sprzedaż        | Certyfikat                |
| Tytuł             | Dane dot. albumu                                | FIN               | Sprzedaż        | Certyfikat                |
| ----------------- | ----------------------------------------------- | ----------------- | --------------- | ------------------------- |
| Fuel for the Fire | - Data: 30 maja 2007 - Wydawca: Epic/Sony BMG   | 1                 | - FIN: 69 tys.+ | - FIN: 2x platynowa płyta |
| Becoming          | - Data: 9 czerwca 2008 - Wydawca: Epic/Sony BMG | 1                 | - FIN: 17 tys.+ | - FIN: złota płyta        |

Single
| "Pop-musiikkia" (Idols-Finalistit 2007) | 2007 | — | —  | —                 |
| "On the Top of the World"               | 2007 | — | 1  | Fuel for the Fire |
| "Angels Are Calling"                    | 2007 | — | 21 | Fuel for the Fire |
| "Hear My Call"                          | 2007 | — | 2  | Fuel for the Fire |
| "Fuel for the Fire"                     | 2007 | — | —  | Fuel for the Fire |
| "Give Me a Reason"                      | 2008 | 3 | —  | Becoming          |
| "Fight Forever"                         | 2008 | – | —  | Becoming          |
| "Tears Keep Falling"                    | 2008 | – | —  | Becoming          |
| "Pahat Aikeet" (oraz Charlotte Kero)    | 2011 | — | —  | –                 |
| "—" singel nie był notowany.            |      |   |    |                   |

Inne
| Album              | Rok  | Uwagi                                           |
| ------------------ | ---- | ----------------------------------------------- |
| Hevisaurus – Räyh! | 2011 | gościnnie śpiew w utworze "Kaksipäinen Poliisi" |

## Teledyski
| Tytuł                                   | Rok  | Album             | Źródło |
| --------------------------------------- | ---- | ----------------- | ------ |
| "Pop-musiikkia" (Idols-Finalistit 2007) | 2007 | —                 | [ 32 ] |
| "Hear My Call"                          | 2007 | Fuel for the Fire | [ 33 ] |
| "Angels Are Calling"                    | 2007 | Fuel for the Fire | [ 34 ] |
| "Tears Keep Falling"                    | 2008 | Becoming          | [ 35 ] |
| "Give Me A Reason"                      | 2008 | Becoming          | [ 36 ] |

## Nagrody i wyróżnienia
| Rok  | Kategoria                               | Tytułem           | Nagroda              | Nota      | Źródło |
| ---- | --------------------------------------- | ----------------- | -------------------- | --------- | ------ |
| 2008 | Rookie of the Year                      | Ari Koivunen      | Finnish Metal Awards | Laur      | [ 37 ] |
| 2008 | Best Male Vocalist                      | Ari Koivunen      | Emma-gaala           | Nominacja | [ 38 ] |
| 2008 | Audience's Choice – Best Finnish Artist | Ari Koivunen      | Emma-gaala           | Nominacja | [ 38 ] |
| 2008 | Debut Album of the Year                 | Fuel for the Fire | Emma-gaala           | Nominacja | [ 38 ] |